# 翻譯名義集
《翻譯名義集》是南宋天台宗僧人法雲撰寫的一部佛教梵語翻譯詞典，與北宋《釋氏要覽》、明《教乘法數》合稱“佛學三書”。章太炎將其比喻為佛教的《說文解字》《爾雅》。

## 作者
法雲（1085-1158），俗家姓戈，字天瑞，號無機子，法號普潤，长洲彩雲里（今苏州）人，曾在苏州景德寺受业，在松江大觉寺当过八年住持，1143年完成《翻譯名義集》，撰寫花費了20多年，目的是糾正鳩摩羅什之前古譯、鳩摩羅什之後的舊譯與玄奘之後的新譯之間的出入。

## 內容
《翻譯名義集》共7卷64篇、22萬多字、收錄1,092個條目，按詞義排序，打破了《玄應音義》《慧琳音義》等以佛經目錄排序的傳統。明朝，它被錄入《永樂北藏》，改為22卷，並調整了其中的篇章次序。現存比較遵守作者原意的版本為日本的《大正藏》本。
其現存最早的版本為南海潘氏藏宋刊本景印本，绍兴二十七年（1157）刻。